# Hamann-turbin
Hamann-turbin är en teknisk konstruktion som utvinner elström ur rörelseenergin i ett vattendrag. Uppfinningen har fått sitt namn av uppfinnaren George Hamann. Vattenkraftverket består av en turbin med horisontellt placerad axel till skillnad från traditionella turbiner som konstrueras med en vertikalt placerad axel. Uppfinningen tillverkas och marknadsförs av det norska företaget Smartkraft.